# Green Hill, Indiana
Green Hill är en ort i Warren County i delstaten Indiana, USA.